# Trà Sơn, Bắc Trà My
Trà Sơn là một xã thuộc huyện Bắc Trà My, tỉnh Quảng Nam, Việt Nam.

## Địa lý
Xã Trà Sơn cách huyện Bắc Trà My 3 km theo hướng Tây Nam, có vị trí địa lý:
- Phía bắc giáp huyện Tiên Phước
- Phía đông giáp thị trấn Trà My
- Phía đông nam giáp xã Trà Giang
- Phía nam giáp xã Trà Giác
- Phía tây nam giáp xã Trà Tân
- Phía tây bắc giáp xã Trà Đốc.

Xã Trà Sơn có diện tích 42,95 km², dân số năm 2019 là 3.221 người, mật độ dân số đạt 75 người/km².

## Hành chính
Xã được chia thành 4 thôn: Dương Hòa, Lâm Bình Phương, Tân Hiệp, Long Sơn.

## Lịch sử
Xã Trà Sơn được thành lập theo Nghị định số 33/NĐ-CP ngày 8/3/2007 của Chính phủ, trên cơ sở tách một phần thị trấn Trà My, cách nhau bởi con sông Trường về hướng Nam.